# استان اوئائورا
استان اوئائورا (به اسپانیایی: Provincia de Huaura) یک استان در پرو است که در منطقه لیما واقع شده‌است. استان اوئائورا ۴٬۸۹۱٫۹۲ کیلومتر مربع مساحت و ۲۲۷٬۶۸۵ نفر جمعیت دارد.